# Borodino (nave da battaglia)
La Borodino (in russo Бородино?) fu una nave da battaglia tipo pre-dreadnought della Voenno Morskoj Flot Rossijskoj Imperii, capoclasse della classe Borodino e seconda in ordine di tempo a venir completata. Prese il nome dal villaggio di Borodino ove nel 1812 venne combattuta l'omonima battaglia dall'Impero russo contro il Primo impero francese.

## Caratteristiche tecniche

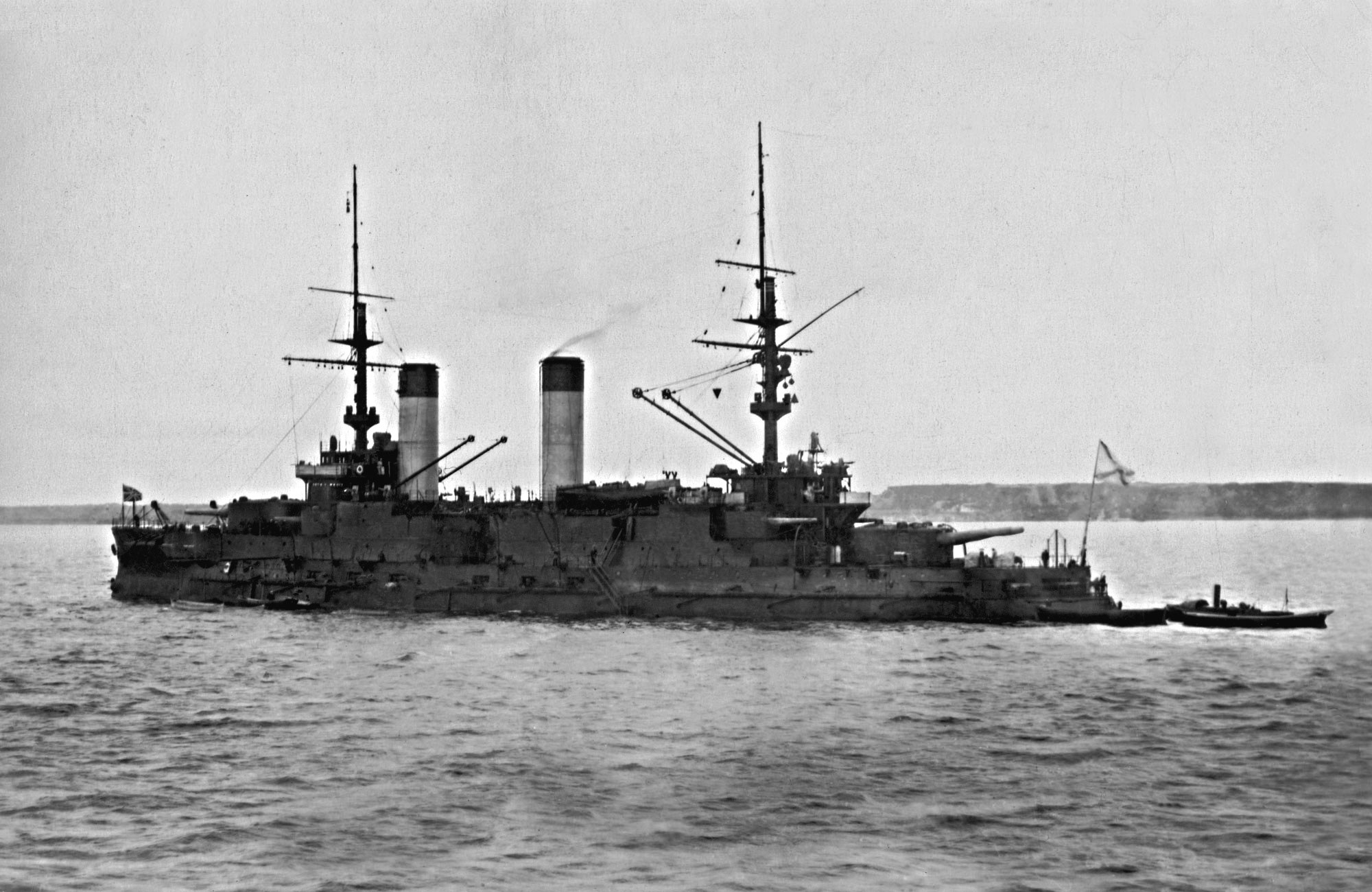
La Borodino, autunno 1904

## Storia

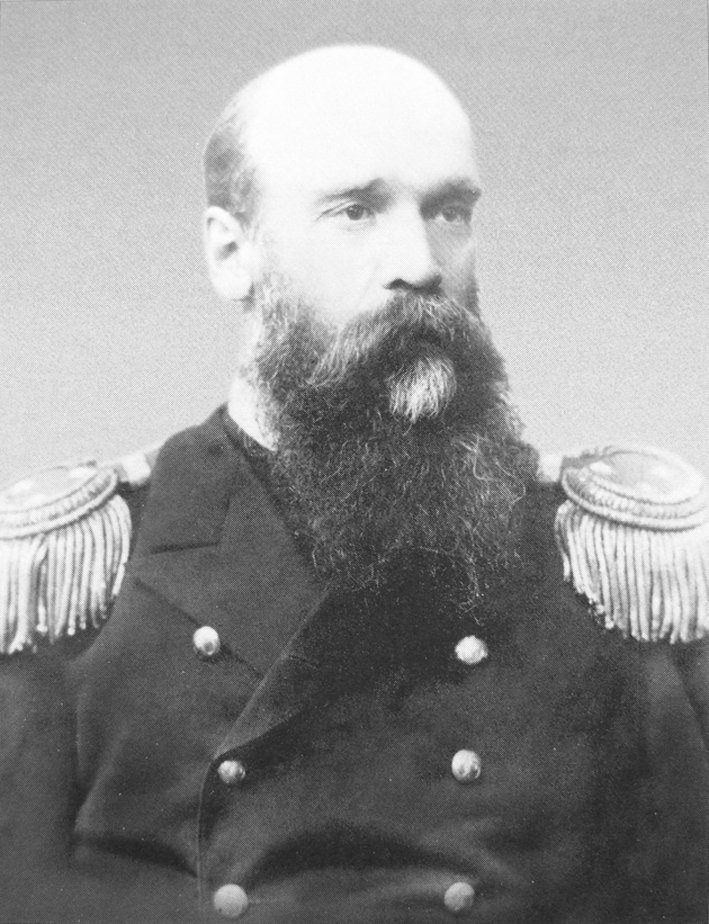
Pëtr I. Serebrennikov, ultimo capitano della Borodino

Nell'ottobre 1904 la Borodino salpò, assieme alla flotta russa di stanza nel Mar Baltico, in direzione dell'oceano Pacifico. Durante la navigazione, la flotta fu rinominata Secondo squadrone del Pacifico. La Borodino, ai comandi del capitano di vascello Pietr I. Serebrennikov, era parte della flotta dell'ammiraglio Zinovij Petrovič Rožestvenskij che, il 27 maggio 1905, si scontrò con le navi della Marina imperiale giapponese in quella che passò alla storia come la battaglia di Tsushima. Le navi russe, tra cui la Borodino, aprirono il fuoco alle 14:05. Dopo circa un'ora di combattimenti e dopo essere stata colpita da un proiettile esplosivo giapponese, la Borodino era visibilmente inclinata a tribordo e devastata da un grave incendio.
Un'ora più tardi, assieme alla gemella Knyaz Suvorov, la Borodino si allontanava lentamente dal campo di battaglia, guidando la linea di battaglia russa fuori dalla visuale giapponese. Gli incrociatori giapponesi riuscirono a chiudere loro la strada, così che le navi russe si trovarono nuovamente ad affrontare le navi giapponesi dopo 2 ore che queste ultime le avevano perse di vista. Il fuoco delle navi giapponesi si focalizzò sulla Borodino e sulla sua gemella Imperator Alexsandr III. Entrambe si inclinarono ulteriormente a dritta sotto i colpi ricevuti. Le torpediniere giapponesi iniziarono a convergere sulle due navi. Nonostante che la Borodino riuscisse a respingere il loro attacco, una delle sue torrette da 152 mm (6") fu colpita da una salva da 305 mm (12") sparata dalla Fuji, a cui seguì la catastrofica esplosione del vicino deposito munizioni. Nei momenti successivi, la nave fu attraversata da altre esplosioni, lo scafo si aprì letteralmente in due e la nave si capovolse, affondando rapidamente. Dei 785 uomini di equipaggio, solo il marinaio di prima classe Semyon Yushin sopravvisse all'esplosione, e fu portato in salvo dopo essere rimasto per dodici ore in acqua.